# Zhengning
Zhengning, tidigare stavat Chengning, är ett härad inom Qingyangs stad på prefekturnivå i provinsen Gansu i nordvästra Kina. Det ligger omkring 420 kilometer öster om provinshuvudstaden Lanzhou. 
Zhengning är indelat i åtta köpingar och två socknar.
Köpingar (zhen):

- Gonghe (宫河镇)
- Qiutou (湫头镇)
- Shanhe (山河镇)
- Xipo (西坡镇)
- Yonghe (永和镇)
- Yongzheng (永正镇)
- Yulinzi (榆林子镇)
- Zhoujia (周家镇)

Socknar (xiang):

- Sanjia (三嘉乡)
- Wuqingyuan (五顷原乡)